# Reza Alijani
Reza Alijani (Qazvin, 1961) è un giornalista iraniano, attualmente imprigionato dalle autorità iraniane per la sua attività giornalistica.

## Biografia
Redattore e poi capo-redattore del periodico Iran-e-Farda (censurato nel 2000), conduce il giornale verso una linea riformista e particolarmente apprezzata fra gli studenti. Il 10 maggio 2003 viene condannato per le sue attività giornalistiche a sei mesi di carcere e a 10 anni di privazione dei diritti civili insieme ad altri due giornalisti (Taghi Rahmani e Hoda Saber). Dopo aver pagato la cauzione, attendono il processo d'appello in libertà. Arrestati di nuovo il 14 giugno 2003, fino al 30 ottobre successivo vengono tenuti in isolamento. I loro consulenti legali non possono accedere alle pratiche del caso: "non abbiamo ricevuto nessuna informazione relativa alle condanne e non abbiamo accesso ai dossier dei nostri clienti", e le famiglie non possono fare visita ai detenuti. Attualmente è ancora incarcerato.
Nel 2001 riceve (non fisicamente) il Premio Reporter Senza Frontiere.
Amnesty International definisce Reza, Taqi Rahmani e Hoda Saber come "prigionieri di coscienza", e ne chiede il rilascio.

## Vita privata
La moglie di Reza, Parvin Bakhtiarnejad, venne detenuta con il figlio e torturata; è morta nel 2018 a 56 anni.